# BAR 01
A BAR 01 egy Formula–1-es versenyautó, amelyet az újonc British American Racing csapat tervezett és versenyeztetett az 1999-es Formula–1 világbajnokság során. Pilótái az 1997-es világbajnok Jacques Villeneuve és a Formula–3000 és FIA GT bajnok Ricardo Zonta voltak, valamint az utóbbit három verseny erejéig helyettesítő Mika Salo.

## Áttekintés
A BAR már az előző évben a tulajdonosa volt a Tyrrell istállónak, azonban abban az évben még megtartották a márkanevet és nem vették a nevükre a csapatot.
Villeneuve a menedzsere és jóbarátja, a csapatfőnök Craig Pollock hívására kötelezte el magát a BAR-hoz. Két világbajnok versenyzője és a csapat mögött álló, sikeres és jó hírnevű Reynard Motorsport támogatása ellenére az idény katasztrofálisra sikerült. Különösen annak fényében volt kiábrándító, hogy Adrian Reynard egyenesen azt állította, hogy már az első futamon pole pozíciót és győzelmet fognak szerezni. Az autó, amelyet a Supertec motorja hajtott (melyek az 1997-es Renault-motorokon alapultak), valóban ígéretes potenciállal rendelkezett, legalábbis a szezon előtti teszteken, de a megbízhatóság csapnivaló volt. Villeneuve az év első 11 versenyén kiesett. és Zonta sem volt sokkal szerencsésebb. A brazil nagydíj szombati szabadedzésén egy nagy balesetben megsérült, így rajthoz sem tudott állni, helyette versenyzett a következő három futamon Mika Salo, aki szintén nem volt túl eredményes. A belga nagydíjon mindkét versenyzőjük hatalmas balesetet szenvedett az Eau Rouge kanyarban, melyek miatt kétszer is felfüggesztették az időmérő edzést. Mint később kiderült, a két pilóta fogadást kötött, hogy melyikük meri teljes sebességgel, gázelvétel nélkül teljesíteni a kanyart - egyiküknek sem sikerült, de a csapatnak tetemes kárt okoztak.
A csapat az idényt végül nulla ponttal a tizenegyedik, utolsó helyen fejezte be.

## A festés
Már a szezon megkezdését megelőzően gondba került a BAR. Az volt a tervük, hogy két autójukat két különböző színben versenyeztetik, ahogy a bemutatójukon is látható volt. Villeneuve autója piros-fehér lett volna, a Lucky Strike cigarettamárka színeit magán viselve, míg Zonta autója kék-sárga, az 555 cigarettamárkát népszerűsítve. Ez azonban tiltott volt, mert a szabályzat előírta: a két autó festésének meg kellett egyeznie, és csak kisebb különbségek lehettek, mint a rajtszám, a versenyző neve, illetve a nemzetiségre utaló zászlók. A csapat erre azt találta ki, hogy az autóik egyik felét ilyenre, a másikat olyanra festik, középen az egészet pedig egy cipzárszerű motívummal fogják össze. Az autó orra világosszürke maradt, hogy legyen helye más szponzoroknak is. Ugyanezt a kettős festést alkalmazták a hátsó szárnyon is. Az FIA ezt már engedélyezte.
Ezt a festést csak ebben az évben használták, a következő években már kizárólag a Lucky Strike volt látható az autóikon. A csapat szerelői cipzáras overallban voltak, a két pilóta azonban az eredeti terveknek megfelelően a saját színeiknek megfelelő ruházatot és sisakot viselt. Négy versenyen a dohánytermékek reklámozása be volt tiltva, ezeken az 555 helyett félholdak voltak láthatóak (hasonlóan a Subaru Impreza versenyautóihoz), a Lucky Strike-feliratokat pedig "Run Free"-re cserélték.

## Utóélete
A 2025-ös ausztrál nagydíj időmérő edzése előtt demonstrációs céllal vezethette a csapat jogutódjának, a Mercedes AMG F1-nek a tartalékpilótája, Valtteri Bottas. A festésről eltüntettek mindent, ami a cigarettamárkákra utalhat, és nagyon fontos változtatás volt még, hogy a Supertec FB01-es jelzésű V10-es szívómotor helyére a Formula–2-ben rendszeresített 3,4L-es Mecachrome V634-es V6-os turbómotort szerelték.

## Eredmények
(Táblázat értelmezése)

(Félkövér: pole-pozícióból indult; dőlt: leggyorsabb kört futott) 

| Év   | Csapat | Motor         | Gumik | Pilóták            | 1   | 2   | 3   | 4   | 5   | 6   | 7   | 8   | 9   | 10  | 11  | 12  | 13  | 14  | 15  | 16  | Pontok | Helyezés |
| ---- | ------ | ------------- | ----- | ------------------ | --- | --- | --- | --- | --- | --- | --- | --- | --- | --- | --- | --- | --- | --- | --- | --- | ------ | -------- |
| 1999 | BAR    | Supertec FB01 | B     |                    | AUS | BRA | SMR | MON | ESP | CAN | FRA | GBR | AUT | GER | HUN | BEL | ITA | EUR | MAL | JPN | 0      | 11th     |
| 1999 | BAR    | Supertec FB01 | B     | Jacques Villeneuve | KI  | KI  | KI  | KI  | KI  | KI  | KI  | KI  | KI  | KI  | KI  | 15  | 8   | 10† | KI  | 9   | 0      | 11th     |
| 1999 | BAR    | Supertec FB01 | B     | Ricardo Zonta      | KI  | NK  |     |     |     | KI  | 9   | KI  | 15† | KI  | 13  | KI  | KI  | 8   | KI  | 12  | 0      | 11th     |
| 1999 | BAR    | Supertec FB01 | B     | Mika Salo          |     |     | 7†  | KI  | 8   |     |     |     |     |     |     |     |     |     |     |     | 0      | 11th     |

† - nem fejezte be a futamot, de rangsorolták, mert teljesítette a versenytáv 90 százalékát

## Forráshivatkozások
1. ↑  Egy félresikerült fogadás eredménye (hu-HU nyelven). Formula.hu. (Hozzáférés: 2022. március 2.)
2. ↑  Dániel, Majer: Forradalmi festésű F1-es autó is pályára lépett az Ausztrál Nagydíj hétvégéjén (videó) (magyar nyelven). RallyCafe.hu, 2025. március 15. (Hozzáférés: 2025. március 18.)

## Fordítás
Ez a szócikk részben vagy egészben  a   BAR 01 című angol Wikipédia-szócikk ezen változatának fordításán alapul.  Az eredeti cikk szerkesztőit annak laptörténete sorolja fel. Ez a jelzés csupán a megfogalmazás eredetét és a szerzői jogokat jelzi, nem szolgál a cikkben szereplő információk forrásmegjelöléseként.